# Tiếng Tây Ban Nha Castilla
Tiếng Tây Ban Nha là một ngôn ngữ đa trung tâm. Trong tiếng Anh, cụm từ tiếng Tây Ban Nha Castilla chỉ đến phương ngữ của tiếng Tây Ban Nha Bán đảo được nói ở miền bắc và miền trung Tây Ban Nha, hoặc chỉ thứ ngôn ngữ chuẩn sử dụng cho các đài phát thanh và TV. Trong tiếng Tây Ban Nha, thuật ngữ castellano (tiếng Castilla) thường trỏ ngôn ngữ Tây Ban Nha nói chung, hoặc chỉ ngôn ngữ Tây Ban Nha cổ thời trung cổ, tiền thân của tiếng Tây Ban Nha hiện đại.

## Thuật ngữ

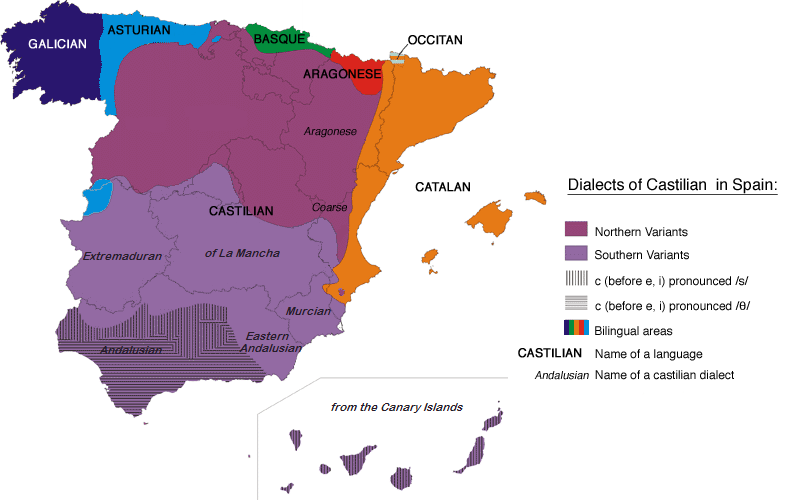
Bản đồ các ngôn ngữ và phương ngữ ở Tây Ban Nha.

Thuật ngữ tiếng Tây Ban Nha Castilla được sử dụng cụ thể cho tiếng tây Ban Nha được nói ở miền bắc và miền trung Tây Ban Nha. Thông thuờng, nó được sử dụng một cách lỏng lẻo hơn để chỉ tiếng Tây Ban Nha được nói ở toàn bộ Tây Ban Nha so với tiếng Tây Ban Nha được nói ở Mỹ Latinh. Tại chính Tây Ban Nha, tiếng Tây Ban Nha không phải là một ngôn ngữ thống nhất và tồn tại một số phương ngữ tiếng Tây Ban Nha khác nhau; ngoài ra còn có các ngôn ngữ chính thức và không chính thức khác ở Tây Ban Nha. Tiếng Tây Ban Nha là ngôn ngữ chính thức được nói trên khắp lãnh thổ Tây Ban Nha.
Thuật ngữ castellano septentrional ("tiếng Castilla Bắc") là thuật ngữ tiếng Tây Ban Nha cho các phương ngữ được nói ở miền Bắc Tây Ban Nha kể cả những người từ Aragón hoặc Navarre, những nơi chưa bao giờ thuộc Castilla. Español castellano, bản dịch theo nghĩa đen từ tiếng Tây Ban Nha Castilla, có thể đề cập đến các phương ngữ được có mặt trong vùng lịch sử Castilla; tuy nhiên những phương ngữ này cũng không thống nhất.

## Các phương ngữ khu vực ở Tây Ban Nha
Có nhiều phương ngữ khu vực của tiếng Tây Ban Nha tại Tây ban Nha, đại khái có thể được chia thành bốn khu vực phương ngữ chính:
- Tây Ban Nha Bắc (bờ biển phía bắc, thung lũng Ebro và Duero, thung lũng thượng Tajo và thượng Júcar ). Các phương ngữ trong khu vực này được gọi như là tiếng Tây Ban Nha Castilla (Castilian Spanish, chỉ trong tiếng Anh), nhưng trên thực tế, ngoại trừ một phần khá lớn trong vùng lịch sử Castilla.
- Khu vực chuyển tiếp giữa Bắc và Nam (Extremadura, Murcia, Madrid, La Mancha ). Các phương ngữ trong khu vực này gìn giữ những đặc điểm thường được gắn với Andalusia, chẳng hạn như âm bật hơi s (có tính hệ thống hoặc được sử dụng tuỳ theo trường hợp). Extremadura và Murcia hay được gộp thành một nhóm miền Nam cùng với Andalusia thay vì được coi là một phần của khu vực chuyển tiếp, vì các đặc điểm của miền Nam có nhiều ở đó.
- Tây Ban Nha Andalusia
- Tây Ban Nha Canaria

## Tiếng Tây Ban Nha Mỹ
Real Academia Española (Học viện Hoàng gia Tây Ban Nha) định nghĩa tiếng Tây Ban Nha Castilla là ngôn ngữ tiêu chuẩn.
Tuy nhiên, một số đặc điểm của tiếng Tây Ban Nha được nói ở Tây Ban Nha là "độc quyền" của quốc gia này và vì lý do này, các khóa học tiếng Tây Ban Nha như ngôn ngữ thứ hai ở Hoa Kỳ thường bỏ qua chúng (tiếng Tây Ban Nha México thường hay được dạy hơn ở Hoa Kỳ và Canada, trong khi tiếng Tây Ban Nha châu Âu được dạy ở Châu Âu). Ngữ pháp tiếng Tây Ban Nha và ở mức độ thấp hơn là cách phát âm đôi khi có thể khác nhau giữa các phương ngữ.